# Lo mejor de Fito Páez
Lo mejor de Fito Páez es la tercera recopilación del cantante rosarino Fito Páez que la empresa discográfica EMI pone a la venta. Es editado en el año 1993, luego del éxito arrasador que obtiene el músico con su trabajo El amor después del amor, que había grabado para la empresa WEA. Este hecho hace que el grupo de marketing de EMI aproveche por segunda vez consecutiva el éxito obtenido por Fito Páez de la mano de otra empresa para editar nuevamente un disco incluyendo canciones grabadas con esa firma en placas anteriores del autor. Paradójicamente, el contenido de este disco es idéntico a su anterior recopilación, que titularon Crónica, editado dos años antes.

## Lista de canciones
1. «Tres agujas» - 4:26
2. «11 y 6» - 3:54
3. «Cable a tierra» - 3:30
4. «Giros» - 3:45
5. «Gente sin swing» - 4:00
6. «Gricel» - 4:35
7. «Yo vengo a ofrecer mi corazón» - 3:32
8. «La rumba del piano» - 5:25
9. «Instant-táneas» - 5:20
10. «Dame un talismán» - 3:03
11. «Parte del aire» - 4:10
12. «Sable chino» - 2:51
13. «Corazón clandestino» - 2:52
14. «Nunca podrás sacarme mi amor» - 3:40